# ۳٬۴-(متیلن‌دی‌اکسی‌فنیل)-۲-پروپانون
۳٬۴-(متیلن‌دی‌اکسی‌فنیل)-۲-پروپانون (به انگلیسی: 3,4-(Methylenedioxyphenyl)-2-propanone) با فرمول شیمیایی C۱۰H۱۰O۳ یک ترکیب شیمیایی با شناسه پاب‌کم ۷۸۴۰۷ است. که جرم مولی آن 178.185 g/mol می‌باشد. 